# François Lemoyne

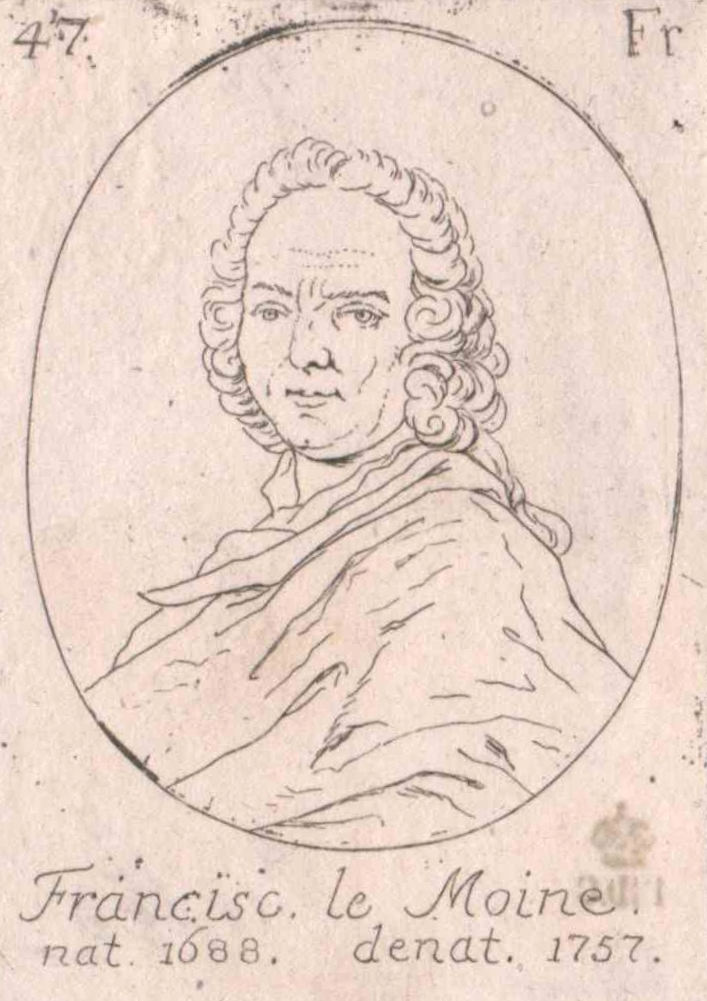
Franciscus le Moine

François Lemoyne, gelegentl. François Le Moine, (* 1688 in Paris; † 4. Juni 1737 ebenda) war ein französischer Maler des Rokoko.

## Leben und Wirken
Lemoyne war der Sohn eines Kutschers am französischen Hof. Kurz nach dem Tod seines Vaters heiratete seine Mutter Robert le Vrac, genannt „Tournières“. Von diesem erhielt Lemoyne seinen ersten kurzen künstlerischen Unterricht.
Mit 13 Jahren kam Lemoyne 1701 in seiner Heimatstadt an die Académie Royale. Dort wurde er Schüler von Louis Galloche und blieb es bis 1713. Die letzten Jahre war Lemoyne schon mehr Galloches Assistent. 1711 wurde Lemoyne von der Akademie der „Prix de Rome“ zugesprochen; jedoch ohne jeglichen Geldbetrag, so dass der eigentlich damit verbundene Aufenthalt in Rom ausfiel.
1722 lernte Lemoyne François Berger kennen. Nach eigenem Bekunden wurde er von diesem sehr beeinflusst. In den Jahren 1723 und 1724 unternahmen die beiden eine Studienreise, welche sie über Bologna und Rom nach Neapel führte und über Venedig wieder zurück nach Frankreich. Den größten Eindruck hinterließ das Werk Correggios.
In Paris ließ sich Lemoyne als freischaffender Künstler nieder. Unter seinen Schülern sind u. a. François Boucher, Charles Joseph Natoire und Donat Nonotte zu nennen. In den Jahren 1731 bis 1737 wurde auch Laurent Cars Schüler in Lemoynes Atelier. Nachdem er bereits 1718 als Mitglied in die Académie Royale aufgenommen worden war, ernannte diese ihn 1733 zum Professor.
In den Jahren 1733 bis 1736 schuf Lemoyne das Deckengemälde im Festsaal von Schloss Versailles, der nach dem Thema des Gemäldes auch Herkules-Salon genannt wird. Als Belohnung – neben der Bezahlung – sollte er mit dem Titel „Erster Hofmaler“ ausgezeichnet werden. Er konnte diese Ehrung nicht mehr entgegennehmen, da er schon einige Zeit an Wahnvorstellungen litt. 1737 litt er an so schwerer Paranoia, dass er während eines Anfalls Selbstmord beging, indem er sich erstach.
Schwerpunkt von Lemoynes künstlerischen Schaffens waren die Deckengemälde. Beispiele dafür sind das monumentale Deckengemälde im Chor der Jakobinerkirche (Paris, 1723) und das im Festsaal von Schloss Versailles.

## Werke (Auswahl)

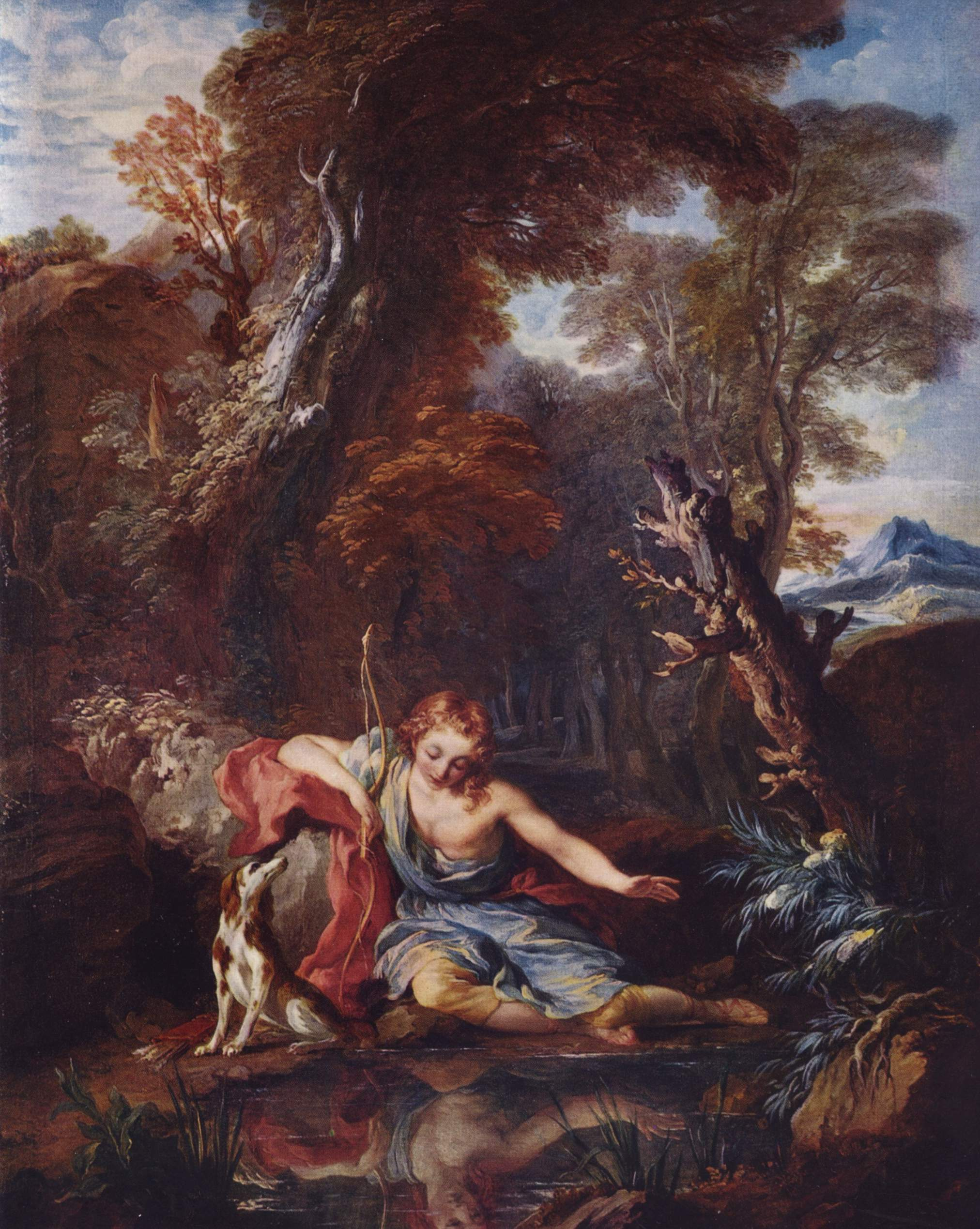
Narziss, 1728

- Die Apotheose des Herkules (Versailles, Schloss)
- Diana auf der Jagd
- Die Nymphen
- Ruhe einer Jagdgesellschaft (München, Alte Pinakothek)
- Herkules und Cacus (Paris, Louvre)
- Himmelfahrt Mariä (St-Sulpice de Paris, Kuppelgemälde)
- Narziss